# Clunyi reformok

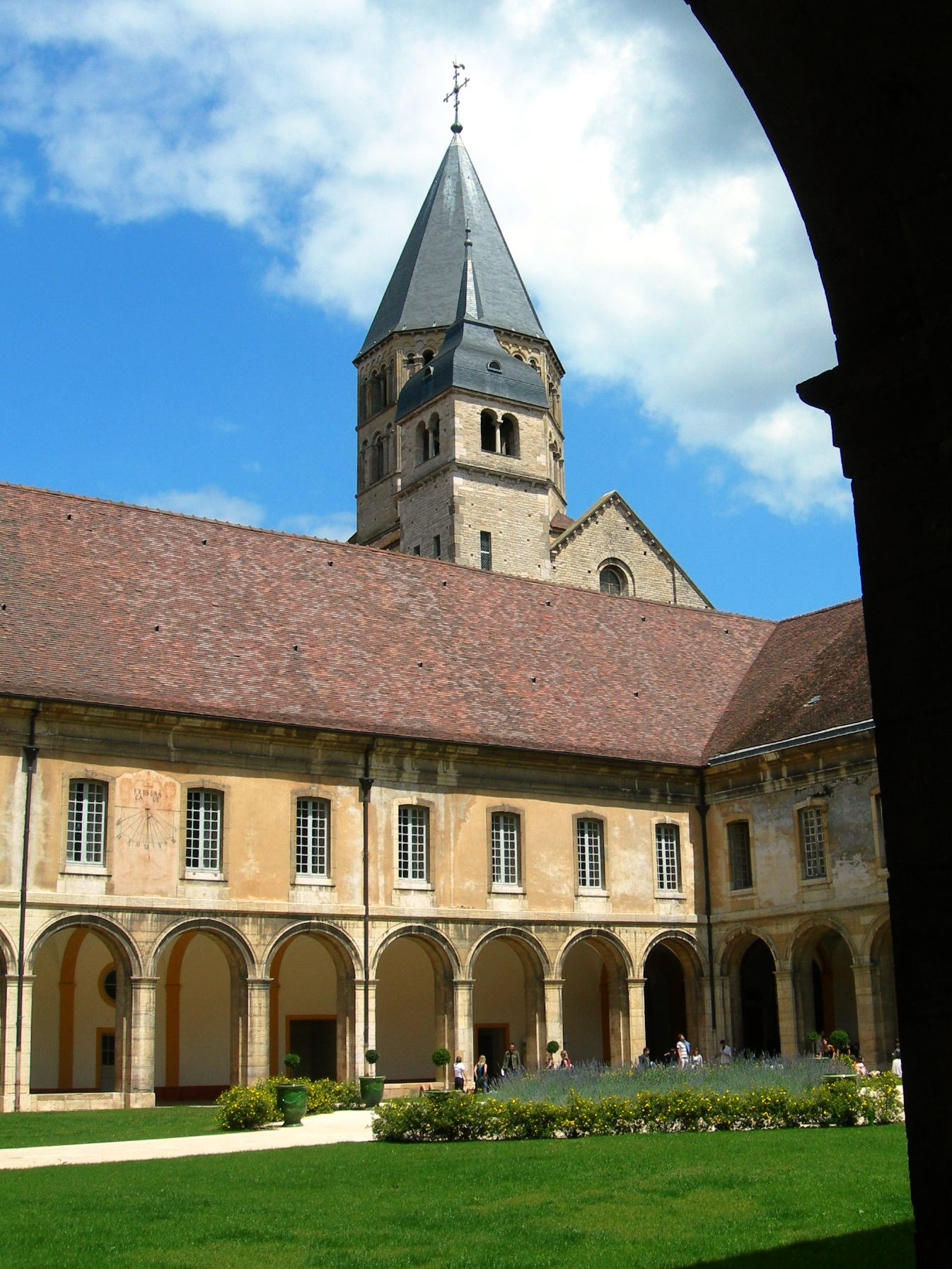
A clunyi kolostor

A clunyi reformok a 10. és 11. században a katolikus egyházat, elsősorban a szerzetességet megújító reformok sorozata. Nevét egy burgundiai bencés kolostorról, a clunyi apátságról kapta, melynek apátjai fontos szerepet játszottak a mozgalom elindításában.
A reformok kezdetben az elvilágiasult szerzetesség visszatérítésére irányultak, és a kolostorokat kivonták a földesurak (köztük a püspökök) irányítása alól. Kiterjesztésük az egész egyházra elvezetett a világi uralkodóktól független, csak a pápának alárendelt egyház és az uralkodók felett álló pápa tanához.

## Az egyház helyzete a 10. században és 11. század elején

### Kolostorok
A kolostorok ebben a korban a világi és egyházi földesuraktól függtek, akik sok helyen védnök helyett elnyomóként viselkedtek. A szerzetesek nem fordulhattak közvetlenül a világi hatóságokhoz, őket uruk képviselte, saját érdekei szerint, a különböző peres ügyekben (például birtokperekben). A földesuraknak jogukban állt megadóztatni az általuk alapított kolostorokat, és az apát személyét is ők választhatták meg.
A korszakban az egész egyházban terjedő világiasodás a szerzetesek között is egyre jobban háttérbe szorította a bencés regula szigorát. Az erkölcstelenség, élvhajhászat terjedt a kolostorokban.

### A pápaság
A Frank Birodalom összeomlása után a pápaság védelem nélkül maradt, és az Itáliai-félszigeten eluralkodó feudális anarchia közepette a pápai állam gyakorlatilag Róma területére korlátozódott. A pápaság intézménye az itáliai arisztokrácia, főként a spoletoi hercegek, majd a tusculumi grófok, valamint a főpapok politikai játszmáinak színterévé vált. A pápa tekintélye hatalmasat zuhant, a pápákat az erőviszonyok változásával gyorsan eltávolították vagy megölték. A 9. század legvége küzdelmeinek egyik kirívó példája a VI. (VII.) István pápa által rendezett „hullazsinat”, amelyen az előző pápát, Formózuszt kiásták sírjából, tárgyalás után elítélték és megcsonkították, majd közönséges bűnözőként hantolták el ismét.
A 10. század első felében a római arisztokrácia került döntő pozícióba, miután egy bizonyos Theophylaktus nevű nemes családja elsősorban gyönyörű nőtagjai révén hatalmas befolyásra tett szert. A dinasztia tetterős nőtagjai (idősebb és ifjabb Theodóra, valamint Marozia) gyakran rokonaikat és szeretőiket juttatták a pápai székbe, illetve a pápák szeretőivé váltak. Ezt a korszakot ezért „pornokrácia” vagy „ringyókormányzás” névvel is illették. Talán ennek a korszaknak az emlékét őrzi Johanna nőpápa legendája is.
A fejetlenség nem csökkent a német királyok feltűnésével sem, 962, I. Ottó császárrá koronázása után folyamatossá vált a harc a császárság és a római Crescentius dinasztia között. Ottó nevéhez fűződik például a laikus tisztviselőből lett VIII. Leó pápa beiktatása, valamint a Respublica Christiana eszméjének újjáélesztése is. II. Ottó és III. Ottó uralkodása alatt nem sok minden változott, a II. Henrik által támogatott paviai zsinaton azonban már a cölibátust támogató határozat született, a nőtlenséget megszegő papokat a klérusból való kiközösítés fenyegette. Henrik halála után azonban a német császár figyelme ismét másfele fordult, így 1024-ben a toscanai párt jelöltjét laikusként választották meg, majd egy nap alatt vette fel az összes papi szentséget. Az őt követő IX. Benedek uralkodása (1033–1046) talán a korszak mélypontjának is tekinthető: nyíltan árulta a püspöki palliumot, sőt, magát a pápai címet is áruba bocsátotta. Az azt megvevő Johannes Gratianus archipresbiter épp így kívánt véget vetni az erkölcstelen pápa regnálásának: a pápai tisztség megvásárlása után VI. Gergely néven trónra lépett. Őt azonban sem a császári udvar, sem a római pártok nem fogadták el, és a Crescentiusok ellenpápát állítottak III. Szilveszter személyében. 1046-ban tehát egyszerre három felszentelt pápa volt.

## A kolostorok megújulása
A reformmozgalom a 10. században burgundiai és lotaringiai bencés kolostorokból indult ki, kezdetben területenként eltérő célokkal. A lotaringiai, főleg nemesek által alapított kolostorok Szent Benedek regulájának felújítását, a fegyelemhez és a szorgalomhoz való visszatérést tűzték ki célul.
A burgundiai irányzat, melynek élén a clunyi apátság állt, tovább ment, és a feudális függés felszámolását is ugyanolyan fontosnak tekintette, mint a fegyelem és istenfélő életforma visszaállítását a kolostorokban. Ennek érdekében a burgundiai kolostorok kongregációba tömörödtek, melynek élén a clunyi főapát állt. A kongregációt vezető főapát magát a többi kolostor hűbérurának tekintette, a kongregációt pedig közvetlen pápai irányítás alá helyezte.
A feudális anarchia felszámolásának igénye találkozott mind a pápa, mind a német-római császár érdekeivel, ezért a reformok elején mindketten támogatták törekvéseiket. Ennek is köszönhető, hogy a kongregáció folyamatosan növekedett, a 12. századra már körülbelül 2000 kolostor csatlakozott hozzá.

### A clunyi kolostor
A clunyi bencés kolostort 910-ben alapította Vilmos, Aquitánia hercege. Cluny roppant gazdag apátság volt, amely külső forrásból biztosította magának az élelmet. Vagyis a kolostor környéke nem volt tele gazdasági épületekkel. Clunyban jobban megvalósult a szerzetesek és a világi emberek elkülönülése, hiszen a szerzeteseknek nem kellett kétkezi munkát végezni, az élelmiszert megvették a laikus testvérektől. Viszont csorbát szenvedett az az elv, hogy a rend tagjainak is dolgozni kell. Sankt Gallen sokkal jobban figyelt erre, a kolostort számos istálló, magtár és műhely övezte. Viszont így a világi személyek sokkal közelebb jutottak a kolostorhoz.

## A reformok kiterjesztése
A reformmozgalom eszméit a III. Henrik által kinevezett német pápák hozták magukkal Rómába, ahol azonban az eszme hamarosan a császár ellen fordult, és a pápai világuralom eszméjének alapja lett. A pápákat körülvevő szerzetesek ugyanis kiterjesztették az egész egyházra azt az elvet, hogy csak a pápa dönthet ügyükben. Ez magában foglalta az püspökök beiktatásának jogát, az invesztitúrát is.
Amíg úgy látta a császárság, hogy a reformpápaság kézben tartható, támogatta ezeket a törekvéseket, abban bízva, hogy a pápában szövetségesre lel a gazdag német püspökökkel szemben. Ám ez csalóka reménynek bizonyult.

### A német pápák

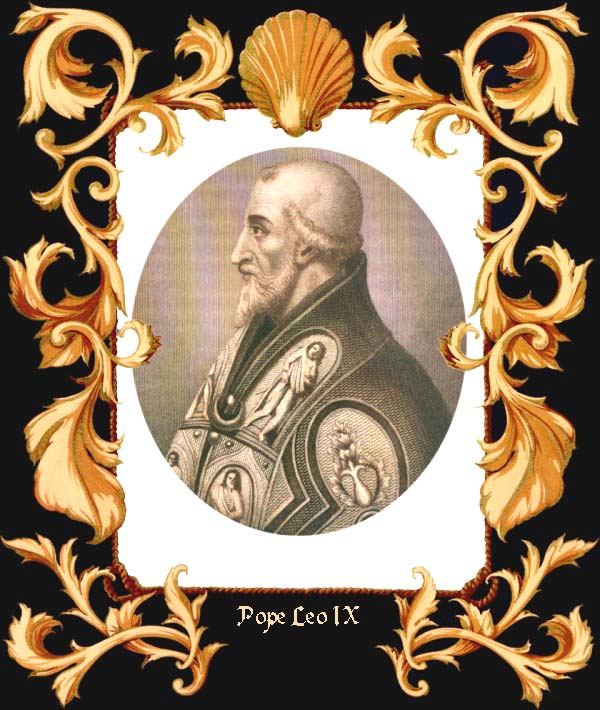
IX. Leó (1049-1054), a reformok elkötelezett híve

II. Kelemen és II. Damasus rövid pápasága után került a pápai székbe IX. Leó, III. Henrik császár távoli rokona, aki sokat tett a pápai reformok sikeréért, de ugyanakkor a császár híve maradt. Külföldi püspököket szentelt bíborossá és hívott Rómába a római arisztokráciával szemben, akik addig a bíborosi testület meghatározó erejét alkották és a 9. században és a 10. század elején a pápaválasztást sokszor saját kezükbe vették. Így került Rómába Lotaringiai Frigyes, a későbbi IX. István, Humbert de Silva Candida, az egyházi reform egyik fő teoretikusa, és Hildebrand, aki szerzetesből lett ekkor diakónus, majd később VII. Gergely néven a korszak egyik legjelentősebb pápája.
IX. Leó csatolta a pápai államhoz a beneventói hercegséget, II. Viktor (1055-1057) pedig a Spoletói Hercegséggel tette ugyanezt. A pápaság növekvő önbizalma is hozzájárult, hogy 1054. július 16-án Humbert de Silva Candida pápai legátus a Hagia Szophia főoltárára helyezte a bizánci pátriárkát kiátkozó dekrétumot, így előidézve a keleti és nyugati keresztény egyház végleges szakítását.
A 10. század közepéig az I. Geláz pápa által megfogalmazott „két hatalom elmélet” szolgált a reformok ideológiai alapjául. Ezzel összeegyeztethető volt a világi hatalmak invesztitúrajoga is. A császárral való szembefordulást a kánoni választás (egyházi elöljárók választása az egyházi jognak megfelelően) újraértelmezése készítette elő. Ez Humbert bíboros Adversus simoniacos (A simónisták ellen) című művében jelent meg, és a kánoni választás menetét a kora középkori, ekkor is érvényben lévő szokásokkal szemben a következőképpen határozta meg:
1. A klérus jelöli és választja meg a püspököt vagy az apátot, a nép hozzájárul a választáshoz.
2. A metropolita megerősíti a választást, a környék püspökei felszentelik az új püspököt.
3. A politikai hatalom jóváhagyja a választást.

Humbert felfogása szerint az egyházi hatalom átruházására kizárólag az egyháznak van joga, a világi invesztitúrára senkinek, még a legnagyobb fejedelmeknek sincs joga. Ez alapján az irat alapján készült az 1059-es pápaválasztó statútum is. 1059-ben ugyanis a bíborosok a tusculumi grófok által vezetett római nemesek pápájával szemben a császári jelöltet, Gebhard püspököt választották meg pápának II. Miklós néven. Ez volt az első eset, hogy a pápaválasztást a világiak kizárásával folytatta le a bíborosi testület. Ez a változás megjelenik az 1059. évi lateráni böjti zsinat határozatában is.
elhatároztuk és elrendeljük, 3. Hogy emez egyetemes római egyház főpapjának elhunytával mindenekelőtt a bíboros püspökök tárgyalják meg igen szorgos megfontolással az ügyeket, vegyék maguk mellé a bíboros klerikusokat, majd végül az egyéb papság és a nép járuljon hozzá az új választáshoz
Amely pápát nem eszerint választották, nem szentelhető fel.
A zsinat ezen kívül betiltotta a simóniát és a világi invesztitúrát is. Kimondták ezen kívül, hogy a pápát lehetőleg Rómában kell választani és felszentelni

## Lásd még
- Bencések
- Pápai állam
- Invesztitúraharc

## Külső hivatkozások
- A pápaság felemelkedése (Magyar Elektronikus Könyvtár)
- Összefoglaló a katolikus egyház történetéről (MTA Filozófiai Kutatóintézet)